# Isola Atka
Atka (in lingua aleutina Atx̂ax̂) è la più grande delle isole Andreanof, un sottogruppo delle Aleutine; si trova 80 km a est dell'isola di Adak nel mare di Bering ed appartiene all'Alaska.
L'isola è lunga 105 km e larga da 3,2 a 32 km, con una superficie totale di 1048 km². Il villaggio di Atka conta 92 abitanti (censimento 2000).
Nella parte nord-est dell'isola si trovano il vulcano Korovin, la vetta più alta dell'isola (1.533 m) e la caldera Atka.